# Morthe
Morthe – rzeka we Francji, przepływająca przez teren departamentu Górna Saona, o długości 24 km. Stanowi dopływ rzeki Saona.